# Triacanthodes intermedius
Triacanthodes intermedius is een straalvinnige vissensoort uit de familie van driepootvissen (Triacanthodidae). De wetenschappelijke naam van de soort is voor het eerst geldig gepubliceerd in 1984 door Matsuura & Fourmanoir.